# 自然水銀
自然水銀（しぜんすいぎん、native mercury、mercury）は、地殻中に存在する水銀源。化学組成は Hg。

## 概要
辰砂（HgS）やアマルガムなどとともに水銀を産する水銀鉱物として知られる。国際鉱物学連合では鉱物（mineral substance）を「地球や地球外の天体で、地質作用を経て自然に生成した固体」と定義しているが、自然水銀については常温常圧で液体の天然物質でありながら例外的に鉱物の1つとして扱われている。

## 産出地
日本国内では北海道のイトムカ鉱山や奈良県の大和水銀鉱山、佐世保市相ノ浦大潟の水銀山（白玉山）・高岳での産出が有名である 。